# Vaige
Die Vaige ist ein Fluss in Frankreich, der in der Region Pays de la Loire verläuft. Sie entspringt im Gemeindegebiet von Saint-Léger, entwässert anfangs in Richtung Süd, schwenkt dann auf Südost und mündet nach rund 54 Kilometern bei Sablé-sur-Sarthe als rechter Nebenfluss in die Sarthe.
Auf ihrem Weg durchquert die Vaige die Départements Mayenne und Sarthe.

## Orte am Fluss
- Saint-Léger
- Vaiges
- La Bazouge-de-Chemeré
- La Cropte
- Préaux
- Beaumont-Pied-de-Bœuf
- Saint-Loup-du-Dorat
- Bouessay
- Sablé-sur-Sarthe